# Wang Tha Phra

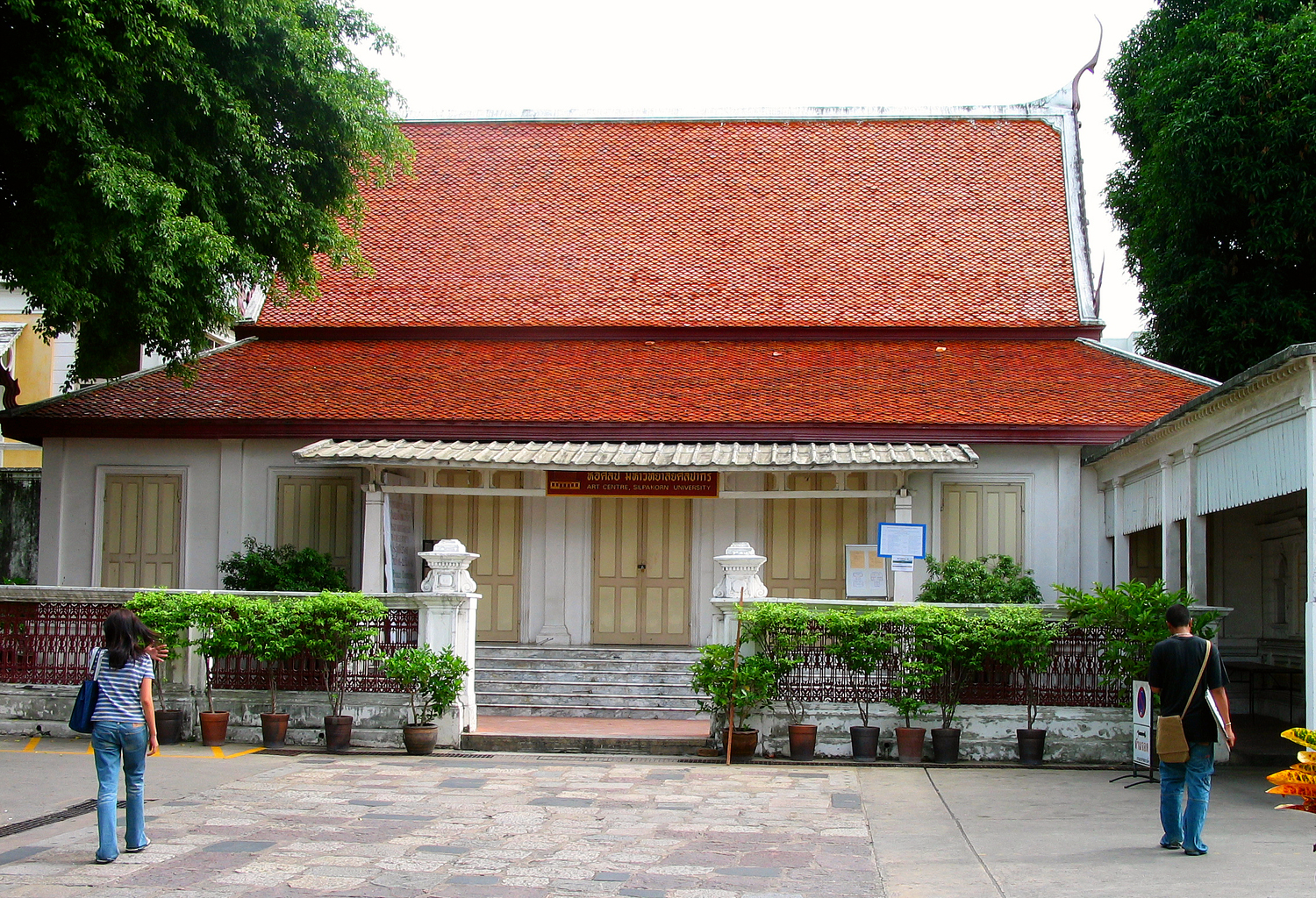
Eingang zur Silpakorn-Universität: „Thong Phra Rong“

Der Wang Tha Phra (Thai: วังท่าพระ - Palast an der Buddha-Landungsbrücke) ist ein ehemaliger Palast in Bangkok, der Hauptstadt von Thailand. Er diente in der frühen und der mittleren Rattanakosin-Periode männlichen Mitgliedern der Königlichen Familie als Residenz. Heute wird das Palast-Gelände von der Silpakorn-Universität genutzt.

## Lage
Das Palastgelände wird heute im Süden begrenzt durch die Thanon Na Phra Lan (Na-Phra-Lan-Straße), im Westen von der Thanon Mahathat (Mahathat-Straße), im Norden vom Gelände des Wat Mahathat und im Osten von der Thanon Na Phra That (Na-Phra-That-Straße). Der schlichte Haupteingang zur Universität befindet sich gegenüber dem nordwestlichen Eingang zum Großen Palast von Bangkok.

## Namensgebung
Die Buddha-Landungsbrücke („Tha Phra“) wird heute meist Tha Chang („Elefanten-Landungsbrücke“) genannt, weil früher dort die königlichen Elefanten täglich im Mae Nam Chao Phraya gebadet wurden. 
Der Name „Tha Phra“ stammt aus dem Jahr 1808, als König Phra Phutthayotfa Chulalok (Rama I.) eine bronzene Buddha-Statue aus dem Wat Mahathat in Sukhothai mit dem Floß in seine neue Hauptstadt Bangkok bringen ließ. Diese Statue sollte die Hauptstatue des neuen Tempels Wat Suthat werden. Als das Floß in Bangkok ankam, musste das Stadttor am Ufer des Chao Phraya abgerissen werden, damit die riesige Statue an Land gebracht und weiter zum Wat Suthat geleitet werden konnte, wo sie sich heute noch befindet.

## Geschichte
König Phra Phutthayotfa sah das Gelände zwischen der nördlichen Einfassungsmauer des Großen Palastes und dem Wat Mahathat für drei Paläste vor, die von Prinzen und weiteren Mitgliedern der königlichen Familie als Residenz bewohnt wurden: den Wang Tha Phra (auch Wang Tawan Tok, วังตะวันตก - Westlicher Palast), den Wang Klang (วังกลาง - Mittlerer Palast) und den Wang Tawan Ok (วังตะวันออก - Östlicher Palast). 
Der Bau des Tha-Phra-Palastes begann bereits im Jahr 1782. Nach seiner Fertigstellung wurde er von Kromkhun Kasatranuchit (กรมขุนกษัตรานุชิต, auch: Chaofah Men - เจ้าฟ้าเหม็น), einem Neffen des Königs bewohnt. König Phuttaloetla Naphalai (Rama II.) übertrug den Palast an seinen Sohn, Prinz Krommuen Jesadabodin (กรมหมื่นเจษฎาบดินทร์), der später zum König Nang Klao (Rama III.) gekrönt wurde. Während der Regierungszeit seines Vaters übernahm Prinz Jesadabodin einen Teil der Regierungsgeschäfte, dabei benutzte er das Gebäude „Thong Phra Rong“, welches noch heute am Eingang zur Universität steht, als Audienzhalle. König Nang Klao machte nach seiner Thronbesteigung den Großen Palast zu seiner Residenz, den Tha-Phra-Palast übertrug er an seinen Sohn, Prinz Lakkhananukhun. Als dieser starb, übernahm ein weiterer Sohn des Königs, Prinz Jumsai (ชุมสาย), den Wang Tha Phra.
Prinz Jumsai wurde später unter König Mongkut (Rama IV.) zum Leiter des Krom Chang Sib Mu („Ministerium der zehn Künste“, das königliche Bauministerium). Zu jener Zeit beherbergte das Palastgelände etwa 200 Bewohner, sie erschufen unter anderem Plastiken, Holzschnitzereien und Malereien für die königlichen Gebäude.
In der Regierungszeit von König Chulalongkorn (Rama V.) bewohnte Prinz Krommuen Adulyalaksanasompati (กรมหมื่นอดุลยลักษณสมบัติ), ein Sohn von König Nang Klao, den Palast. Als er starb übertrug der König 1883 den Palast an Prinz Naris (vollständiger Name: Narisara Nuvadtivongs - เจ้าฟ้ากรมพระยานริศรานุวัดติวงศ์), einem Sohn von König Mongkut. Dem Prinzen oblag die Renovierung und Restaurierung aller Palastgebäude. Da viele der traditionellen Häuser aus Holz gebaut waren, ließ der Prinz sie abreißen und durch zwei neue Gebäude in europäischem Stil ersetzen. Allein die Audienzhalle „Thong Phra Rong“ wurde erhalten. Wegen des rasanten Wachstums der Hauptstadt wurde das Palastgelände drastisch verkleinert, um einerseits die Thanon Na Phra Lan (Na-Phra-Lan-Straße) verbreitern und andrerseits die Thanon Mahathat (Mahathat-Straße) neu anlegen zu können. So prägte Prinz Naris das heutige Aussehen des Palastes.
Nach dem Tode von Prinz Naris im Jahr 1964 übernahm die Silpakorn-Universität das Gelände.

## Eindrücke vom Palast-Gelände

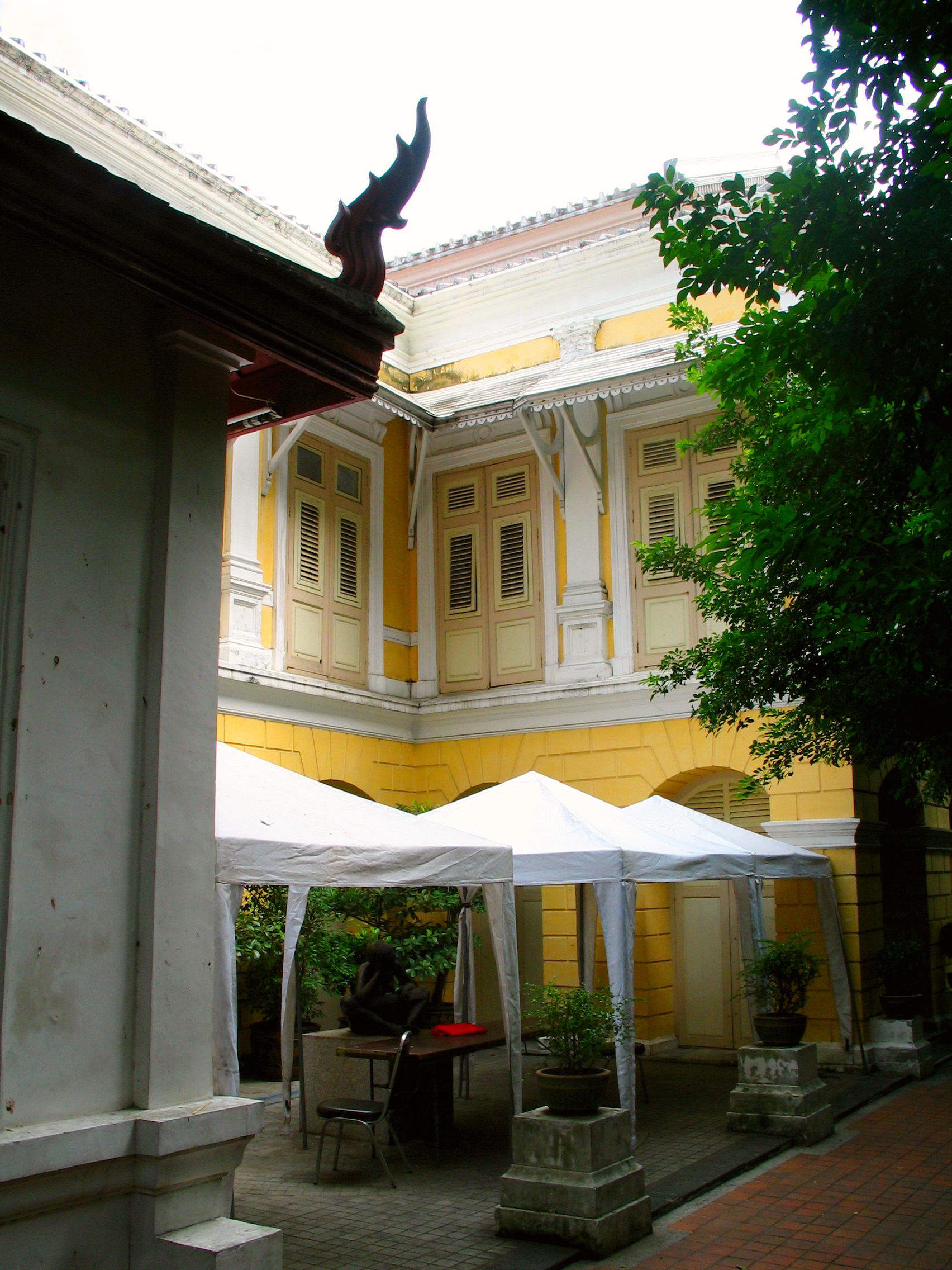
Das Tamnak-Phannarai-Gebäude
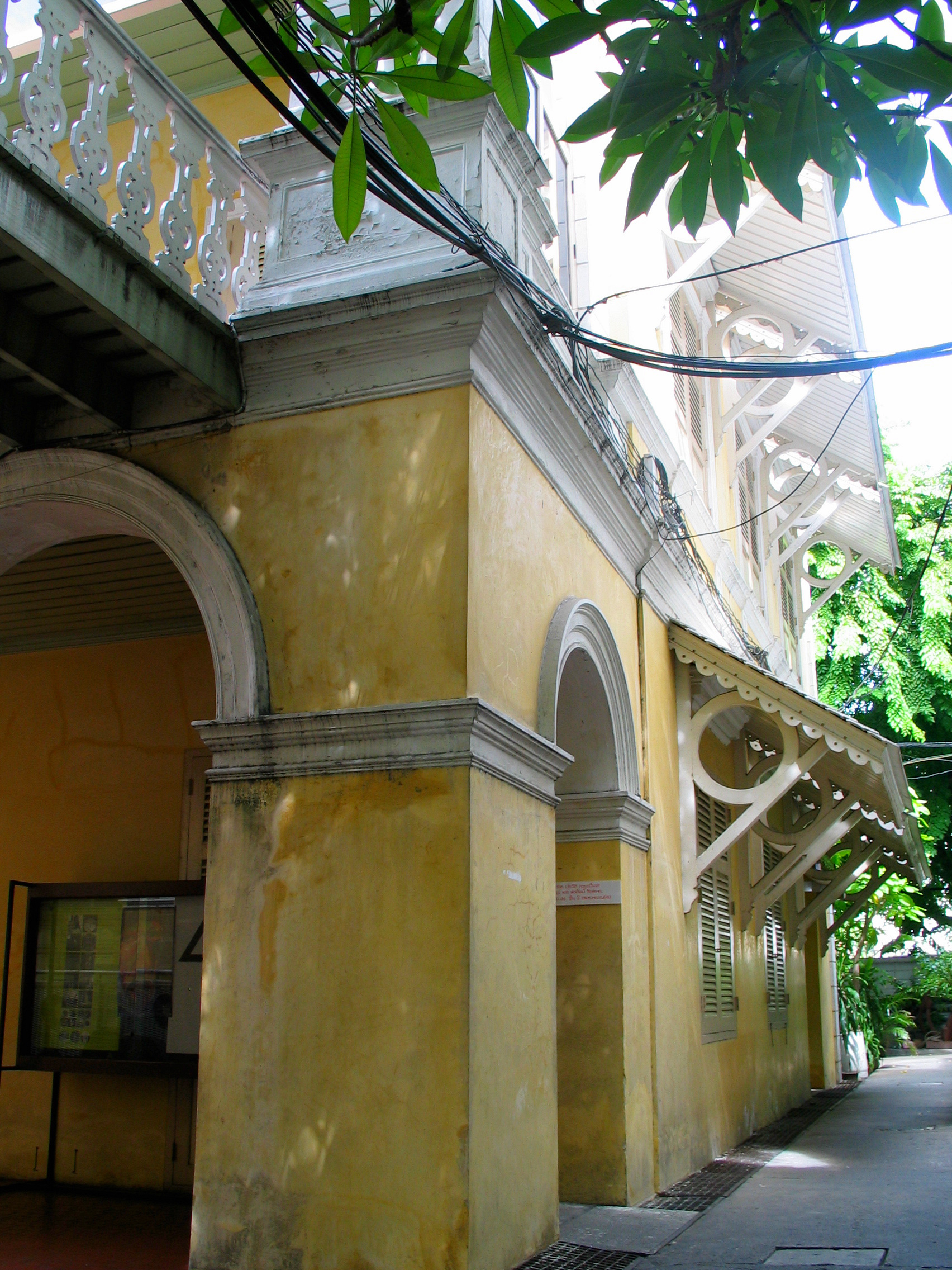
Das Tamnak-Phannarai-Gebäude
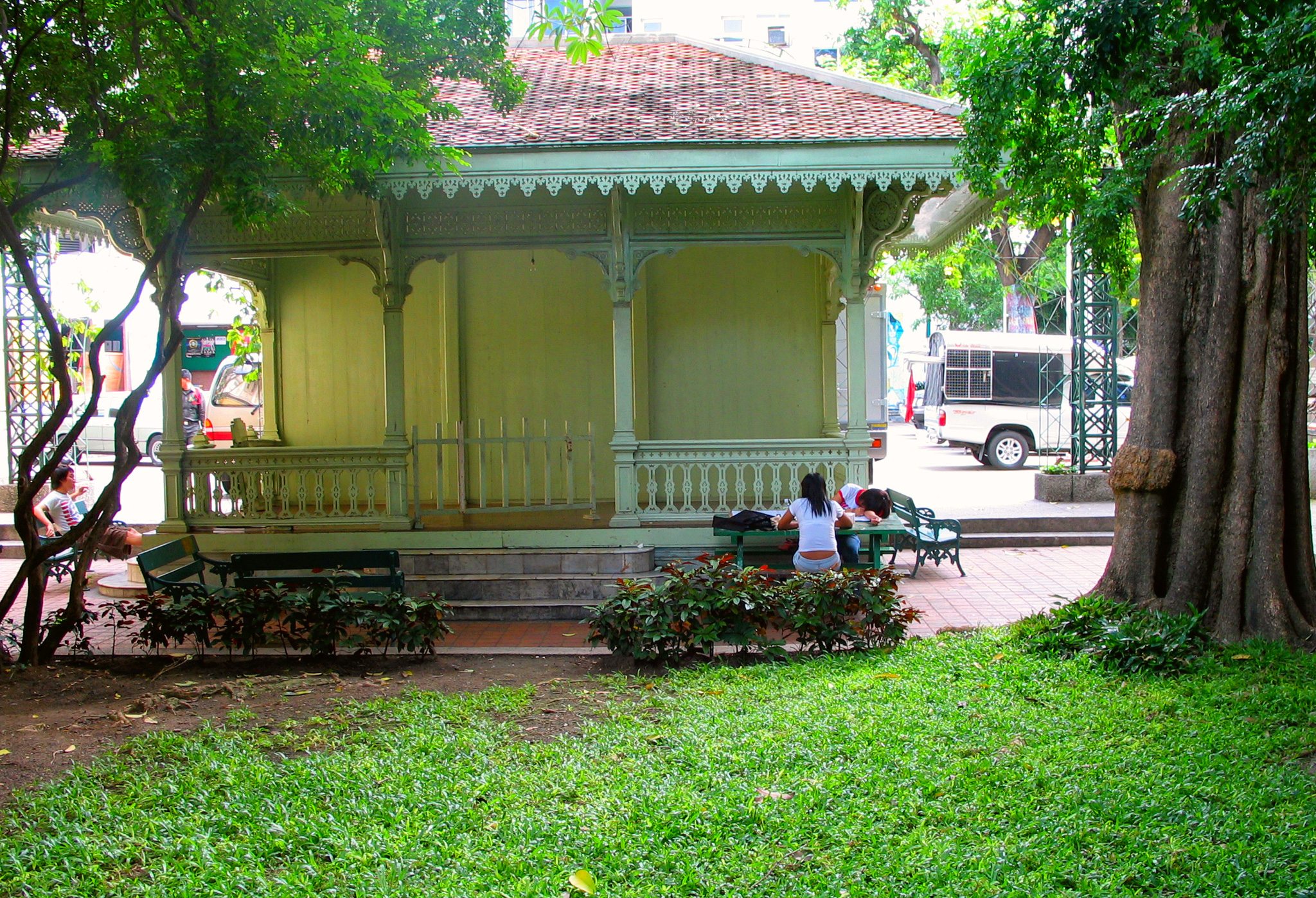
Pavillon im Suan-Kaeo-Garten
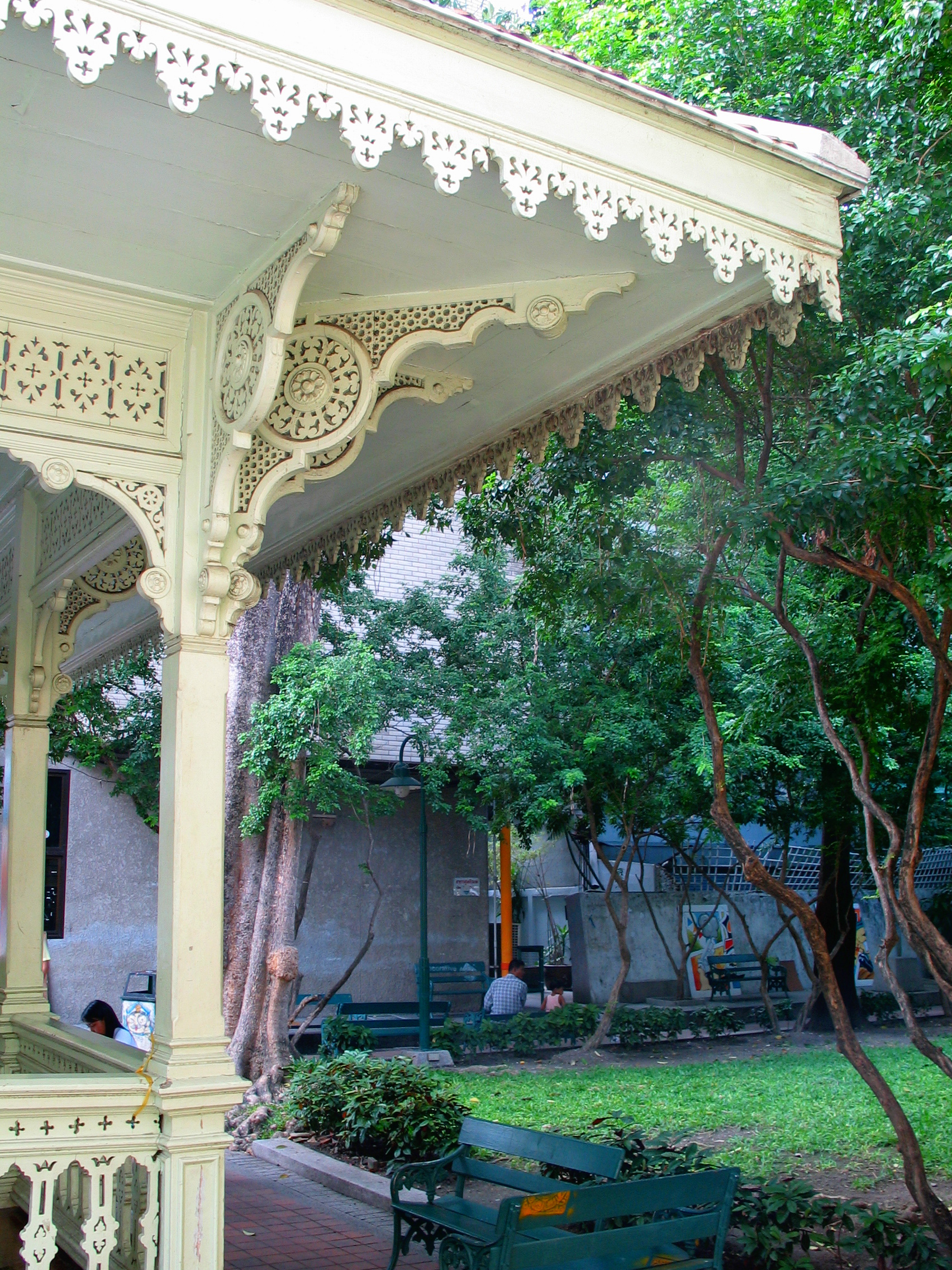
Detail des Pavillon